# Valdepeñas
Valdepeñas – gmina w Hiszpanii, w prowincji Ciudad Real, w Kastylii-La Mancha, o powierzchni 487,65 km². W 2011 roku gmina liczyła 31 212 mieszkańców.